# 莱萨勒拉沃吉永
莱萨勒拉沃吉永（法語：Les Salles-Lavauguyon，法語發音：[le sal lavoɡɥijɔ̃]）是法国新阿基坦大区上维埃纳省的一个市镇，属于罗什舒阿尔区。

## 地理
莱萨勒拉沃吉永（45°44'38"N, 0°41'42"E）面积12.32 平方千米，位于法国新阿基坦大区上维埃纳省，该省份为法国中西部省份，北起顺时针与安德尔省、克勒兹省、科雷兹省、多爾多涅省、夏朗德省和维埃纳省接壤。
与莱萨勒拉沃吉永接壤的市镇（或旧市镇、城区）包括：马西尼亚克、索瓦尼亚克、韦尔讷伊、谢罗纳克、塔杜瓦尔河畔迈索奈、维代。

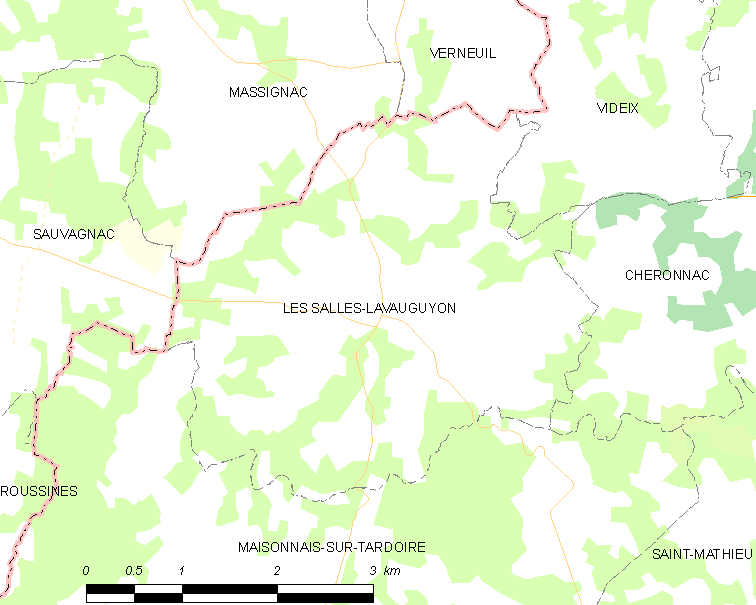
莱萨勒拉沃吉永的OSM定位图

莱萨勒拉沃吉永的时区为UTC+01:00、UTC+02:00（夏令时）。

## 行政
莱萨勒拉沃吉永的邮政编码为87440，INSEE市镇编码为87189。

## 政治
莱萨勒拉沃吉永所属的省级选区为罗什舒阿尔县。

## 人口

1962-2008年间莱萨勒拉沃吉永人口变化图示

莱萨勒拉沃吉永于2022年1月1日时的人口数量为157人。